# Freak-a-Leak
Freak-a-Leak è un singolo del rapper statunitense Lil Tracy, pubblicato il 10 agosto 2018

## Tracce
1. Freak-a-Leak – 2:12